# Années 1710 av. J.-C.
Les années 1710 av. J.-C. couvrent les années de 1719 av. J.-C. à 1710 av. J.-C.

## Évènements
- 1710-1540 av. J.-C. : Deuxième Période intermédiaire. La Basse-Égypte tombe aux mains des Hyksôs, originaires de Canaan[1].
- 1712 av. J.-C.[2] : mort de Samsu-iluna, fils et successeur d'Hammurabi sur le trône de Babylone[3].
- 1711-1684 av. J.-C.[2] : règne d’Abi-eshuh, roi de Babylone. Il repousse les Kassites (1708 av. J.-C.) puis tolère qu’ils s’installent à titre individuel comme ouvriers agricoles à Dilbat et comme mercenaires à Sippar. Il poursuit la lutte contre Iluma-ilum, roi d’Isin, qu’il déloge des marais où il avait trouvé refuge mais ne peut pas le capturer[3].